# Tonopah (Nevada)
Tonopah je sídlo se statusem neustaveného města (unincorporated town) v okrese Nye County ve státě Nevada ve Spojených státech amerických. Je zároveň správním střediskem tohoto okresu. V rámci stejnojmenného území pro sčítání lidu (census-designated place) žije přibližně 2 200 obyvatel.
Kolem roku 1900 bylo v oblasti objeveno naleziště stříbra a zlata, u kterého začala růst osada Tonopah. Těžba po roce 1910 uvadala a v souvislosti s tím i počet obyvatel městečka klesal.
Tonopou prochází silnice U.S. Route 6 a U.S. Route 95, východně od městečka se nachází letiště.